# Apogonia uhligi
Apogonia uhligi är en skalbaggsart som beskrevs av Marc Lacroix 2008. Apogonia uhligi ingår i släktet Apogonia och familjen Melolonthidae. Inga underarter finns listade i Catalogue of Life.